# Conselho Superior Militar
O Conselho Superior Militar (CSM) é um órgão do Estado Português e constitui o principal órgão consultivo do ministro da Defesa Nacional. 
O CSM é presidido pelo ministro da Defesa Nacional e é constituído também pelo Chefe do Estado-Maior General das Forças Armadas, pelo Chefe do Estado-Maior da Armada, pelo Chefe do Estado-Maior do Exército e pelo Chefe do Estado-Maior da Força Aérea. Salvo decisão em contrário do ministro, também participam no CSM os secretários de Estado do Ministério da Defesa Nacional.
Compete ao CSM dar pareceres sobre as matérias da competência do Governo respeitantes à Defesa Nacional e sobre as matérias da competência do Conselho Superior de Defesa Nacional. Também compete ao CSM, de acordo com as orientações do Governo, dar pareceres sobre as propostas de lei da programação militar e do orçamento anual das Forças Armadas.